# ジェームズ・アンソール

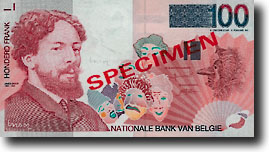
2002年まで用いられていた100ベルギー・フラン紙幣の肖像

ジェームズ・アンソール（James Ensor, 1860年4月13日 - 1949年11月19日）は、19世紀後半から20世紀前半のベルギーの画家。近代ベルギーを代表する画家の一人。Les XX所属。
日本ではフランス語発音に基づく「アンソール」の表記が定着しているが、画家の出身地の言語であるオランダ語（フラマン語）での発音は「エンソル」に近い。「ジェームズ」は英語の名前である。
ベルギーでユーロ導入以前に発行されていた100フラン紙幣に肖像が使用されていた。

## 生涯
アンソールは1860年、北海沿岸の海岸リゾート地であるベルギーのオーステンデ（オステンド）で生まれた。1877年に首都ブリュッセルの王立美術アカデミーに入学し、1880年に帰郷するが、この3年間を除いて長い生涯のほとんどをオーステンデで過ごした。
オーステンデのアンソールの両親の家は観光客相手の土産物店を営んでおり、貝殻、民芸品、カーニバルの仮面などを商っていた。カーニバルの仮面が、後に画家としてのアンソールの重要なモチーフとなったことはよく知られる。アンソールの父はイギリス系の人物で、数カ国語をあやつる教養人であったといわれるが、仕事らしい仕事はしておらず、土産物店はもっぱらアンソールの母が切り盛りしていた。長い生涯を独身で通したアンソールは、当時の美術の中心地であったパリとも無縁のまま、オーステンデの家の屋根裏部屋をアトリエとして孤独な制作を続けていた。
アンソールの画風は19世紀から20世紀の多くの画家たちのなかでも、他に類を見ない個性的なもので、特定の流派に分類することは難しいが、パウル・クレー、エミール・ノルデなど多くの著名な画家に影響を与え、また20世紀の主要な美術運動であった表現主義やシュルレアリスムにも影響を与えていることから、20世紀美術の先駆者として高く評価されている。アンソールの作品はまた、油彩だけでなく版画の作品にも優れたものが多い。
初期には原色を多用した独特の色づかいによる室内情景や静物画などを描いていた。アンソールの絵に仮面のモチーフが現れるのは1883年の『人騒がせな仮面』（日本語題は『不面目な仮面』とも）からで、以後のアンソールの作品中の人物は、大部分が仮面をつけている（または仮面がそのまま顔と化している）ように見え、絵を見る者を嘲笑しているようである。印象派の影響を感じさせる赤を多用した華麗な色彩にもかかわらず、その画面にはどこか死の臭いが漂っている。

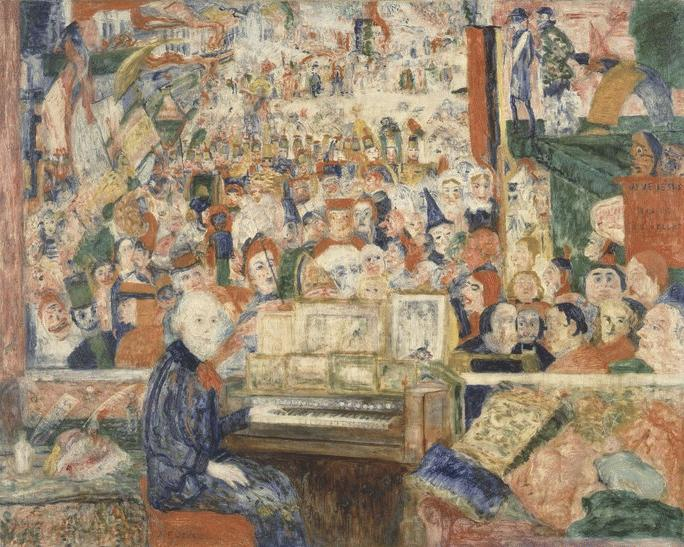
『オルガン（ハーモニウム）に向かうアンソール』1933年（メナード美術館蔵）

1898年からアンソールは、仲間たちとオーステンデのカジノ・カーセール・オーステンデなどで「死んだネズミの舞踏会」(Bal du Rat mort) という仮面舞踏会を開いていた。

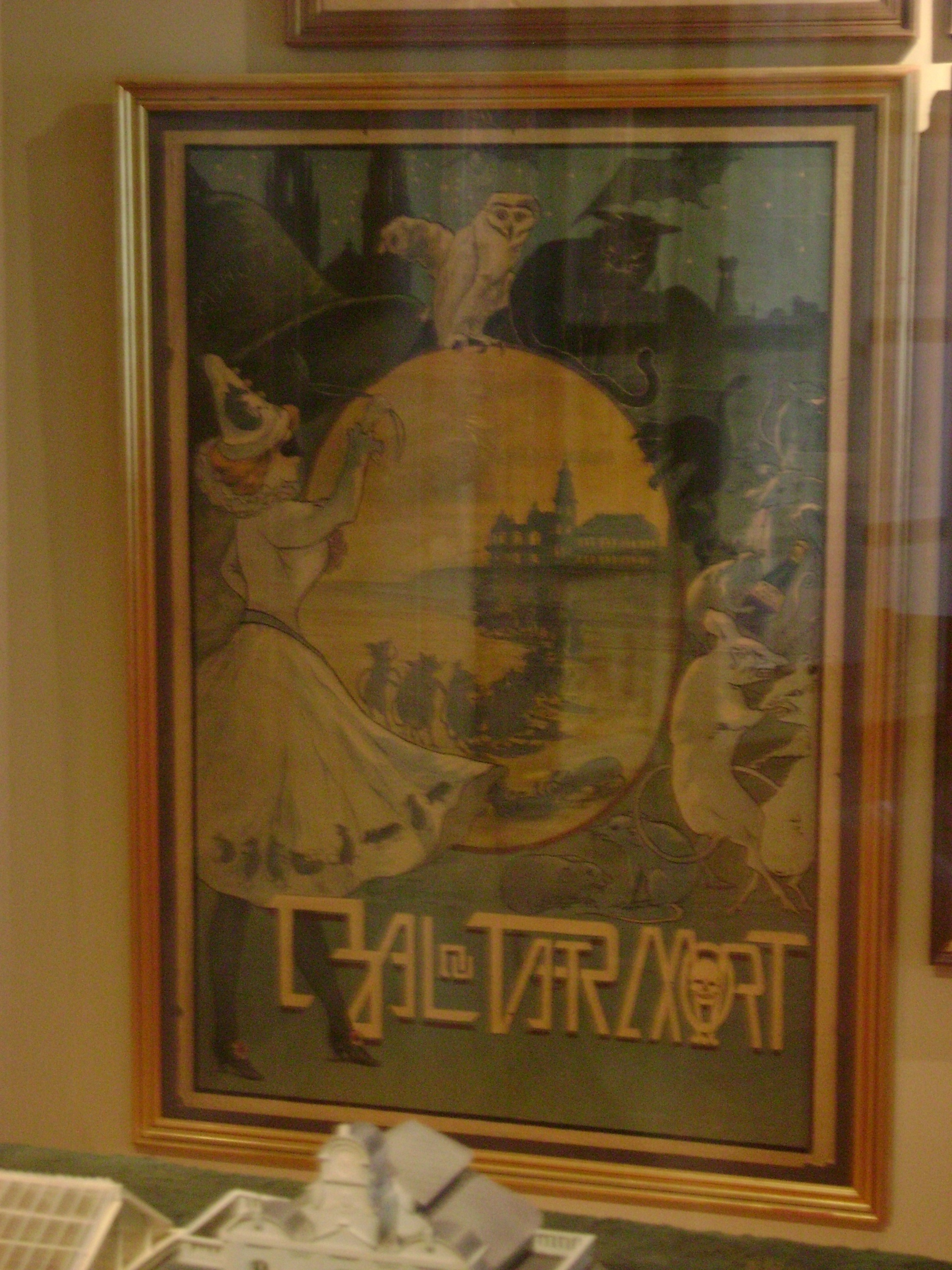
「Bal du Rat mort」のポスター（1903年）

死後、その舞踏会にインスピレーションを受けて、フランスのパンクバンド、コミンテルンの1971年の楽曲「Le Bal Du Rat Mort」や、ベルギーの漫画『死んだネズミの舞踏会』（Le Bal du rat mort, 1980年、原作：ジャン・ブッコイ（映画監督）、作画：ジャン・フランソワ・シャルルが創られた。
アンソールは1949年に89歳で没しているが、仮面や骸骨をモチーフにした主要な作品は1885年から1895年（25歳 - 35歳）頃に集中的に描かれている。初期には画壇の異端児とされ、周囲からの無理解と嘲笑に晒されたアンソールであったが、20世紀に入ってから次第に巨匠としての名声が高まり、1929年には男爵に列せられ、1933年にはフランスのレジオン・ドヌール勲章を得ている。
しかし皮肉なことに、アンソールの作品のうち評価が高いものはほとんどが1900年以前のもので、20世紀に入って以降の作品はあまり高く評価されていない。

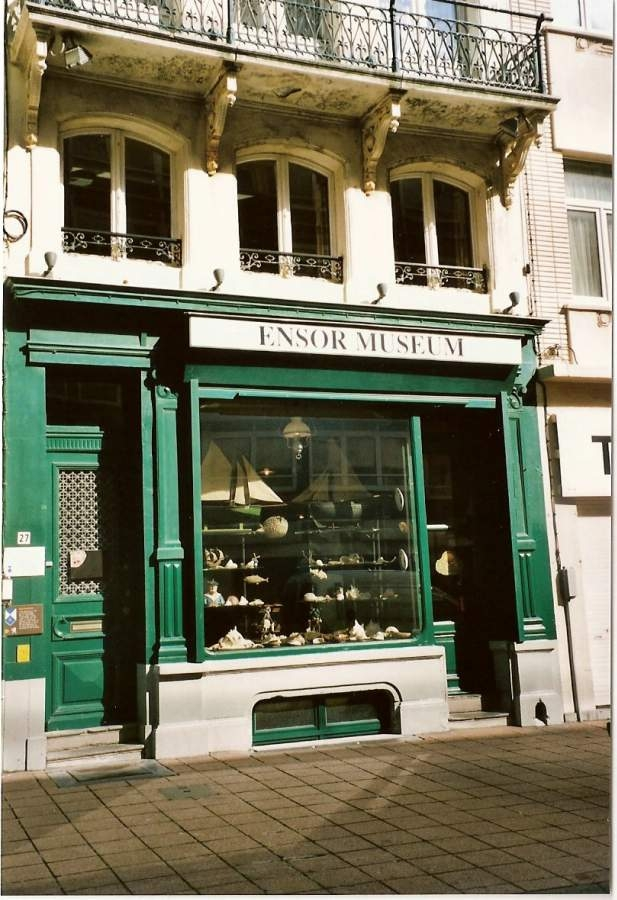
オーステンデにある生前のアンソールの家（アンソール美術館）

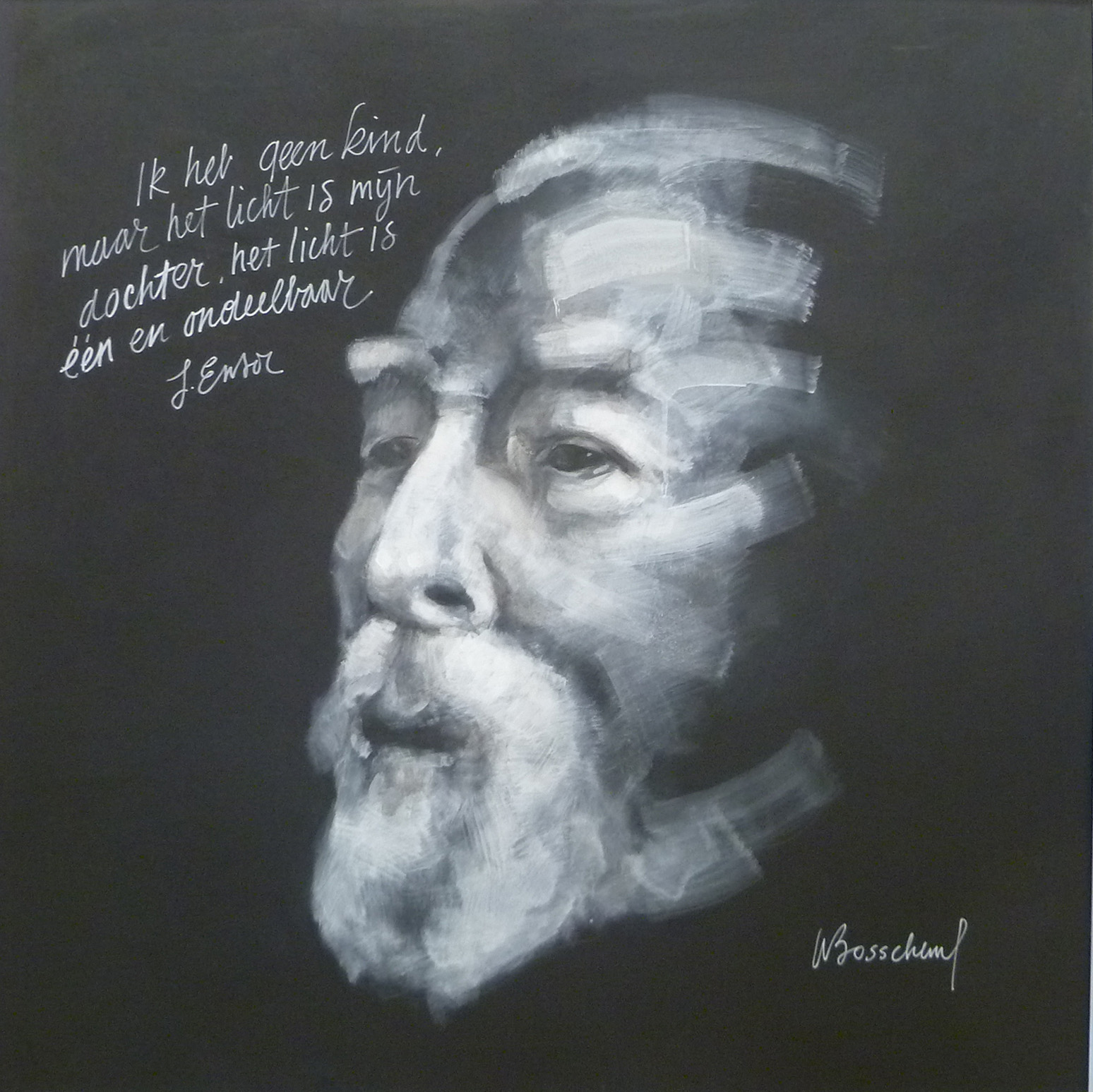
ベルギーの芸術家ウィリー・ボシェム作『ジェームズ・アンソールの肖像』（2013年）

マリアケルケの聖母教会の墓地に墓がある。

## 代表作
- 牡蠣を食べる人（英語版）（1882年）アントウェルペン、王立美術館

『キリストのブリュッセル入城』

- キリストのブリュッセル入城（英語版）（1888年） - カリフォルニア、J・ポール・ゲティ美術館
- 陰謀（英語版）（1890年、日本語題は『たくらみ』とも） - アントウェルペン、王立美術館
- 嘆きのひと（英語版）（1891年）王立美術館
- オステンドの屋上（英語版）（1891年）王立美術館
- 絞首刑にされた男の体をめぐって戦う骸骨（英語版）（1891年）王立美術館
- 善き裁判官たち（オランダ語版）（1891年）個人蔵
- エイ（フランス語版）（1892年）ブリュッセル、ベルギー王立美術館
- 仮面に囲まれた自画像（1899年） - メナード美術館

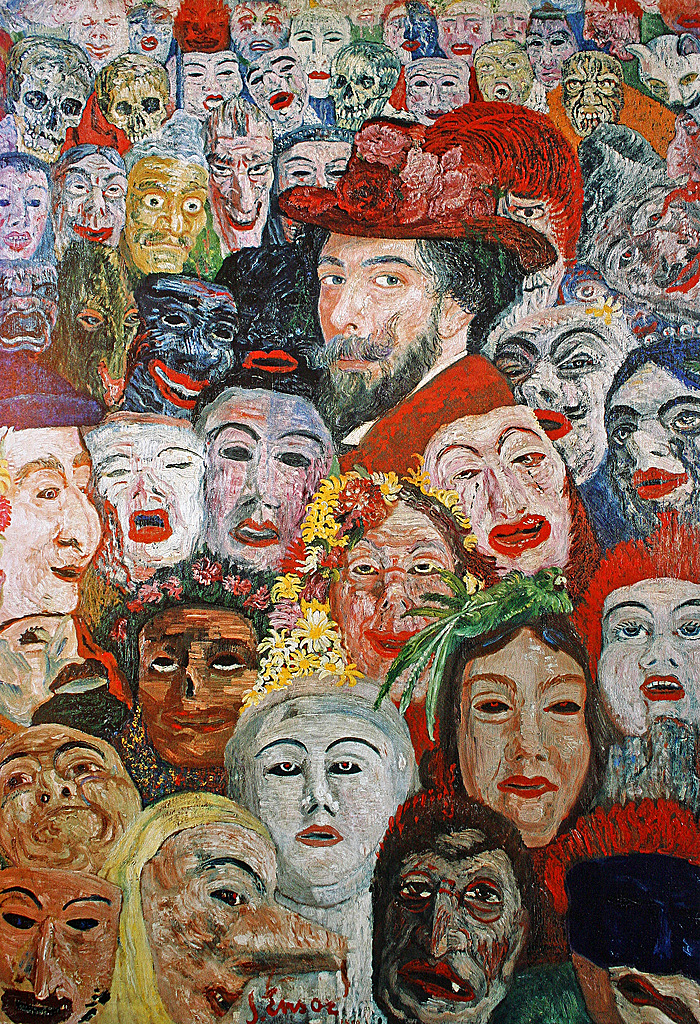
仮面に囲まれた自画像

- マリアケルケの眺め（オランダ語版）（1901年） - Mu.ZEE（英語版）（オーステンデにある現代美術館）
  - クレラー・ミュラー美術館にも別の『マリアケルケの眺め』が所蔵されている。

## 文献
- 末永照和『ジェームズ・アンソール 仮面の幻視者』小沢書店、1983年
- 『ジェームズ・アンソール 仮面、死、そして海』ウルリケ・ベックス＝マローニー解説、タッシェン・ジャパン、2002年
- 『ジェームズ・アンソール〈自作を語る画文集〉仮面と骸骨の幻想』藤田尊潮・内野貴洋編訳、八坂書房、2022年